# Pogonieae
Pogonieae – plemię roślin z rodziny storczykowatych (Orchidaceae). Obejmuje 5 rodzajów oraz około 80 gatunków występujących w Azji, Ameryce Południowej i Północnej w takich krajach i regionach jak: Kostaryka, Panama, Trynidad i Tobago, Gujana Francuska, Gujana, Surinam, Wenezuela, Boliwia, Kolumbia, Ekwador, Peru, Argentyna, Paragwaj, Brazylia, Mjanma, Japonia, Korea Południowa, Korea Północna, Tajwan, Chiny, Moluki, Stany Zjednoczone, Kanada oraz Dalekowschodni Okręg Federalny w Rosji.

## Systematyka
Plemię sklasyfikowane do podrodziny waniliowych (Vanilloideae) w rodzinie storczykowatych (Orchidaceae), rząd szparagowce (Asparagales) w obrębie roślin jednoliściennych.
Wykaz rodzajów
- Cleistes Rich. ex Lindl.
- Cleistesiopsis Pansarin & F.Barros
- Duckeella Porto & Brade
- Isotria Raf.
- Pogonia Juss.

Pogoniopsis (Rchb.f.) początkowo był zaliczany do tego plemienia, ale późniejsze prace systematyczne wskazywały silniejsze powiazanie z plemieniem Vanilleae. Ostatecznie włączony został do podplemienia Triphorinae w plemieniu Triphoreae w podrodzinie epidendronowych (Epidendroideae)